# Ranunculus carpaticola
Ranunculus carpaticola är en ranunkelväxtart som beskrevs av Sóo. Ranunculus carpaticola ingår i släktet ranunkler, och familjen ranunkelväxter. Inga underarter finns listade i Catalogue of Life.